# Hovz-e Soltan
Hovz-e Soltan (perz. حوضِ سُلطان) je slano jezero u središnjem Iranu, na sjeveru Komske pokrajine. Smješteno je približno 30 km sjeverno od Koma odnosno oko 80 km južno od Teherana. Ovisno o godišnjem dobu površina jezera kreće se između 240 i 280 km³, dubina mu iznosi najviše 1,0 m odnosno zapremnina do 140 milijuna m³, no prilikom suša u potpunosti ishlapi. Vodom se napaja prvenstveno pomoću zapadnih rukavaca rijeke Rud-e Šur dok je količina padalina zanemariva. Prosječna nadmorska visina površine jezera jest 798 m.

## Zemljopis
| Panorame Hovz-e Soltana sa sjevera |  | Panorame Hovz-e Soltana sa sjevera |
| Panorame Hovz-e Soltana sa sjevera |  |                                    |

Hovz-e Soltan se nalazi na sjeveru Iranske visoravni i dijeli slične geološke i stratigrafske karakteristike s Namakom i pustinjom Dašt-e Kavir koji se protežu prema istoku. Prožimajuća zona sastoji se od horstova prekambrijske kristalizirane podloge i sedimenata paleozojske platforme, a na površini prevladavaju kambrijsko-trijaske sedimentne stijene u ravnicama odnosno magmatske stijene na uzvisinama. Litoralni pojas prema proširenoj depresiji na istoku izrazito je blagog nagiba, na zapadu je nešto strmiji (<1%), dok je prema planinama Kuh-e Šur-Češme (1222 m) na sjeveru odnosno Kuh-e Kol-Tape (950 m) i Kuh-e Čarh-e Sefid (1115 m) na jugu nagib najveći i iznosi 2‒5%. Prilikom visokog vodostaja jezero je elipsastog oblika i proteže se 24 km u smjeru istok-zapad odnosno 12 km u smjeru sjever-jug i ima površinu od 280 km³, dok tijekom ljetnih suša nakupljena voda brzo ishlapi ostavljajući iza sebe bijelo prostranstvo. Debljina slanih naslaga kreće se između 20 i 46 m, a sastoji se od natrijevog klorida (NaCl), kalijevog klorida (KCl), magnezijevog sulfata (MgSO4), magnezijevog klorida (MgCl2) i natrijevog sulfata (Na2SO4). Najbliža jezera Hovz-e Soltanu položena u istoj depresiji su Gadir-e Asb smješten 70 km jugoistočno i Namak koji se nalazi oko 90 km prema istoku. Oba slana jezera su na ‒10 m manjoj visini. Veliki karavan-saraji poput Dair-e Gačina i Sangi-Muhamedabada svjedoče da su se ravnicama između Hovz-e Soltana i Namaka povijesno protezali putevi koji su spajali Teheran i Raj na sjeveru s Komom, Kašanom, Isfahanom i Jazdom na jugu. Oko 10 km sjeverno od Hovz-e Soltana nalazi se i karavan-saraj Sangi-Aliabad odnosno utvrde Kale-je Sorh i Kale-je Hovz-e Soltan čija okolica obiluje prapovijesnim nalazištima. S obzirom na to da ga presjeca zračna linija Teheran‒Kom, uz neposrednu blizinu jezera nalaze se i suvremeni prometni pravci poput autoceste 7 i ceste 71 (2,5 km zapadno) odnosno dvaju željezničkih pruga s obje strane. Osam kilometara zapadno od Hovz-e Soltana nalazi se i velika zrakoplovna baza Kušk-e Nosrat. Na obalama jezera ne postoje veća naselja, a njegovo gospodarsko iskorištavanje ograničeno je na nekoliko manjih farmi uz unutrašnje delte pritoka i solanu na jugu.
== Hidrologija 
Hovz-e Soltan u hidrološkom i hidrogeološkom smislu pripada slijevu Namaka, a vodom ga prvenstveno napajaju zapadni rukavci rijeke Rud-e Šur koji na istočnoj obali oblikuju prostranu unutrašnju deltu bez oticanja. Zbog vrlo blage konfiguracije terena ovaj je fenomen u manjoj je mjeri također prisutan uz sjeverne i južne obale gdje ga napaja i nekoliko sezonskih pritoka. Okolicom jezera prevladava hladna pustinjska klima (BWk) s prosječnom temperaturom od 17°C odnosno količinom padalina do 200 mm godišnje. Paleoklimatološka istraživanja pokazuju da je prilikom posljednjeg ledenog doba količina padalina bila 48,4% veća i prosječna temperatura 5,6°C niža u odnosu na današnju što se jako odrazilo na geomorfologiju. Hladni klimatski uvjeti uzrokovali su stvaranje ledenjaka na okolnim gorjima, a početna egzaracija odnosno kasnija fluvijalna erozija oblikovali su plodne aluvijalne terase na kojima su pronađene neke od najstarijih prapovijesnih civilizacija u Iranu. Sudeći prema jezerskim rubnim terasama, postoje čvrste indicije da su Hovz-e Soltan i Namak nekad bili spojeni u jedno jezero približne visine od 820 m.

## Flora i fauna
Flora Hovz-e Soltana uvjetovana je klimom i visokim stupnjem saliniteta, a uključuje razne sukulente i halofite karakteristične za pustinjske i polupustinjske predjele. Najzastupljeniji rod je tamaris koji uključuje vrste T. arceuthoides, T. kotschyi, T. passerinoides, T. tetragyna i T. ramosissima. Fauna Hovz-e Soltana po pitanju gmazova i ptica istovjetna je Namaku odnosno Dašt-e Kaviru, dok je broj velikih sisavaca bitno manji zbog okružujuće prometne infrastrukture.

## Poveznice
- Zemljopis Irana
- Popis iranskih jezera